# Fcron
Fcron – program komputerowy wydany na licencji GNU GPL służący do wykonywania okresowych zadań/poleceń. Został stworzony dla Linuksa, powinien działać na systemach POSIX. Podobnie jak w Anacronie, nie zakładamy, że system działa w sposób ciągły. Może działać w systemach, które nie działają cały czas czy regularnie. Fcron ma na celu zastąpienie Vixie-cron i Anacron za pomocą jednego zintegrowanego programu zapewniającego wiele funkcji, których nie ma w oryginalnym daemonie Cron.
Niektóre z obsługiwanych funkcji pozwalają:
- uruchomienie zadań jeden po drugim
- ustawić maksymalną wartość średniego obciążenia systemu, w ramach którego należy uruchomić zadanie
- ustawić wartość nice dla zadania
- uruchomienia zadania przy starcie Fcrona, jeśli powinny być uruchamiane podczas przestojów systemu
- powiadomić użytkownika mailem, dlaczego zadanie nie zostało wykonane
- uruchomić Fcron za pomocą skryptów
- uruchomić kilka instancji Fcron jednocześnie
- zakończyć działanie Fcron po tym, jak wykona oczekujące zadania